# Dona Aranha

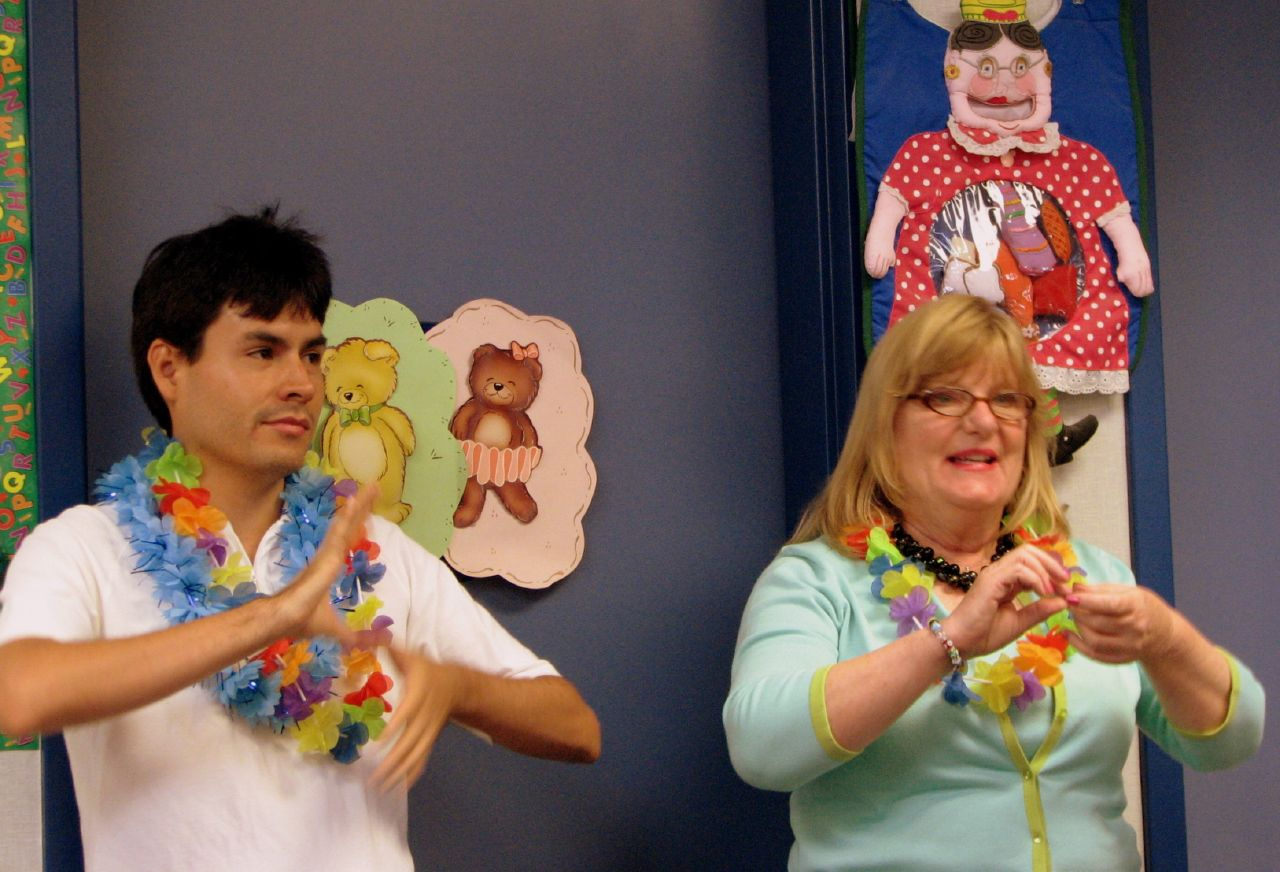
the itsy bitsy spider went up the water spout

"A Dona Aranha" ou, apenas, "Dona Aranha" (em inglês: "The Itsy Bitsy Spider", também conhecida como "The Incy Wincy Spider" na Austrália, Grã-Bretanha e outros países anglófonos) é uma cantiga de roda e folclórica popular que fala sobre uma aranha que sobe, que desce e que volta a subir após a chuva derrubá-la. Seu número no Roud Folk Song Index é 11586.

## Letra
Uma versão comumente usada usa estas palavras e gestos:
| Em português | Em inglês |
| --- | --- |
| A dona aranha subiu pela parede Veio a chuva forte E a derrubou Já passou a chuva O sol já vai surgindo E a dona aranha continua a subir | The itsy bitsy spider climbed up the waterspout Down came the rain And washed the spider out Out came the sun And dried up all the rain And the itsy bitsy spider climbed up the spout again |

Existem outras versões.

## Origem
A música pode ser encontrada em publicações, incluindo uma versão alternativa no livro Camp and Camino in Lower California (1910), onde foi mencionada como [a clássica] "Spider Song". Parece ser uma versão diferente dessa música usando "blooming, bloody" em vez de "itsy bitsy". Posteriormente, ela foi publicada em uma de suas várias versões modernas em Western Folklore, pela California Folklore Society (1948), e em American Folk Songs for Children, de Mike e Peggy Seeger (1948).

Letra da música descrita em 1910 como sendo do "clássico" "Spider Song":
Oh, the blooming, bloody spider went up the spider web,

The blooming, bloody rain came down and washed the spider out,

The blooming, bloody sun came out and dried up all the rain,

And the blooming, bloody spider came up the web again.
Em 1909 na Indiana, uma versão um pouco anterior gravada no início da faculdade, se assemelha mais à versão moderna mais comum:
There was a blooming spider

Went up a blooming spout

And down came the rain

And washed the spider out

Out came the sun

And dried up all the rain

But that bloody blooming son of a gun

Went up that spout again 
A canção é cantada por e para crianças em inúmeras línguas e culturas. É semelhante às melodias das canções infantis "Sweetly Sings the Donkey" nos Estados Unidos, e "Auf der Mauer, auf der Lauer", "Ich bin ein kleiner Esel" (a versão em alemão de "Sweetly Sings the Donkey") e "Spannenlanger Hansel" nos países de língua alemã.

## Gravações
A popular cantiga de roda já foi coberta e sampleada várias vezes.
- 1980: Patsy Biscoe (como "Incy Wincy Spider") CD: 50 Favourite Nursery Rhymes Vol. 1, também disponível como conjunto de 3 CDs 150 Favourite Nursery Rhymes.
- 1986: Carly Simon no filme Heartburn e no álbum Coming Around Again.
- 1988: Carly Simon no álbum Greatest Hits Live
- 1989: Nicole Kidman na trilha sonora de Dead Calm (como "Incy Wincy").
- 1991: Little Richard no CD da Disney For Our Children, em benefício da Elizabeth Glaser Pediatric AIDS Foundation.[4]
- 1995: A banda pop dinamarquesa-norueguesa Aqua, então conhecida pelo nome original Joyspeed, lançou o single "Itzy Bitzy Spider".
- 2002: The Mars Volta sampleou a rima em sua música "Eunuch Provocateur", de seu EP Tremulant.
- 2002: Raffi cantou essa música em seu álbum Let's Play, acrescentando um verso adicional.
- 2002: Joey DeLuxe durante os créditos do filme Eight Legged Freaks, de 2002.
- 2006: EliZe, com participação de Jay Colin, lançou "Itsy Bitsy Spider" no álbum In Control.
- 2013: A empresa de Maziar Bahari, Off-Centre Productions, criou uma versão animada da música com um personagem de rato animado chamado "Journo".[5]
- 2021: Lyn Lapid (single).
- 2023: Luísa Sonza usou a canção como base para a sua faixa "A Dona Aranha" no álbum Escândalo Íntimo.

## Na cultura popular

### Cinema
No filme de terror Us, de Jordan Peele, a jovem Adelaide Wilson começa a assobiar "Dona Aranha" quando está no andar de baixo do Palácio do Riso, em frente à Sala dos Espelhos. Sua sósia Red começa a assobiar a mesma música, pouco antes de se verem pela primeira vez.
Foi um dos principais temas musicais do filme de terror Séance, de 2006.
Ela é mencionada em dois filmes do Homem-Aranha: em 2002, por Willem Dafoe (Duende Verde) em Homem-Aranha e em 2014 por Jamie Foxx (Electro) em The Amazing Spider-Man 2.

### Televisão
Bart Simpson canta a rima no décimo episódio da quarta temporada de Os Simpsons, "Lisa's First Word". Ela também aparece no programa infantil Dora the Explorer e no episódio de South Park, "Something You Can Do With Your Finger". Uma criança cantando a rima duas vezes pode ser ouvida na abertura do episódio de Criminal Minds, The Gatekeepers. Na adaptação da Netflix de The Disastrous Adventures of the Baudelaire Orphans, de Lemony Snicket, no meio do episódio "A Slippery Slope": Parte 1 da 3ª temporada, durante a cena em que os Baudelaire escapam dos Escoteiros da Neve, Lemony Snicket diz aos espectadores para remeterem a cena à canção, sabendo que eles a aprenderam quando crianças. No episódio "Quiet Please" (8ª temporada, episódio 5A) de Rugrats, os Rugrats leem "Itsy Bitsy Centipede".